# Fancy Chemutai
Fancy Chemutai (20 marzo 1995) è una maratoneta e mezzofondista keniota.

## Biografia
Il 9 febbraio 2018 vincendo la mezza maratona di Ras al-Khaima stabilì con 1h04'52" quello che all'epoca era il secondo miglior riscontro cronometrico di sempre su una mezza maratona, dietro solamente al record del mondo stabilito l'anno precedente dalla sua connazionale Joyciline Jepkosgei (1h04'51").

## Altre competizioni internazionali
2017
- Argento alla Mezza maratona di Valencia ( Valencia) - 1h05'36"
- Bronzo alla Mezza maratona di Praga ( Praga) - 1h06'58"

2018
- Oro alla Mezza maratona di Ras al-Khaima ( Ras al-Khaima) - 1h04'52"

2020
- 10ª alla Maratona di Valencia ( Valencia) - 2h24'27"
- 10ª alla Mezza maratona di Ras al-Khaima ( Ras al-Khaima) - 1h08'02"

2021
- 6ª alla Maratona di Berlino ( Berlino) - 2h24'58"

2022
- 5ª alla Maratona di Valencia ( Valencia) - 2h18'11"